# 光燦鈎鯰
光燦鈎鯰，為輻鰭魚綱鯰形目甲鯰科的其中一種，為熱帶淡水魚，分布於南美洲奧里諾科河中下游、馬拉開波湖、瓦倫西亞湖等流域，體長可達9.2公分，棲息在底層水域，生活習性不明。

## 扩展阅读
維基物種上的相關：光燦鈎鯰